# وردرپ
وردرپ (به لاتین: Voordorp) یک منطقهٔ مسکونی در کشور هلند است که در استان اوترخت واقع شده‌است. وردرپ ۱٫۹ کیلومتر مربع مساحت و ۳٬۰۰۰ نفر جمعیت دارد.